# クイズ面白ゼミナール
『クイズ面白ゼミナール』（クイズおもしろゼミナール）は、1981年4月9日から1988年4月3日までNHK総合テレビジョンで放送された教養クイズ番組である。レギュラー放送の開始以前にパイロット版が2回放送された（後述）。通称、面白ゼミナール。
- 本項では、テレビ60周年の特別番組として2013年夏・2014年正月に放送されたリメイク版『クイズ面白ゼミナールR』（クイズおもしろゼミナール リターンズ）、2014年以降不定期で放送されている『新クイズ面白ゼミナール』（しんクイズおもしろゼミナール）についても述べる。

## 概要
番組のタイトル通り、大学のゼミを模したスタイルの学術的要素が強いクイズ番組であった。司会を務めた鈴木健二は（ゼミナールの）「主任教授」で、解答者は「生徒（学生）」という位置づけで出演した。解答者は3人1組でチームを作り、総勢4チームが後述のような各種クイズの得点を競った。ゼミを模しているため、セットの作りは講義室の階段教室の様な作りであり、鈴木は学生に対して基本的に命令調で話しかけた。また、講義の雰囲気を作るため、スタジオ内で様々な手法を用いて解説を行い、VTRを一切使わなかった。
番組は公開放送であったが、観客は直接の観覧はできず、スタジオの隅に仕切られたブースの中に隔離され、そこで収録映像が映し出されたモニターを観覧するシステムであった。
鈴木は番組内で多数の決まり文句を持つ。オープニングで「こんばんは、皆さん。“知るは楽しみなり”と申しまして、知識をたくさん持つことは人生を楽しくしてくれるものでございます。私は当ゼミナールの主任教授でございます」という挨拶で始まり、「では、今晩の学生さんをご紹介します」と解答者の紹介へと続く。全問題が終わりあいさつした後、優秀賞（個人戦トップ賞）→敢闘賞（個人戦2位）→ゼミナール賞（団体戦トップ賞・優勝チーム）の順で表彰し、アシスタントがトロフィーを手渡す。最後に鈴木が「それでは今日の勉強はこれで終わります。また勉強しに来てください。さよなら、さよなら、さよなら」と締めくくり、学生（ゲスト）がスタジオを出るのを見送る映像が映し出され、エンドロールが流れた。
1982年9月12日の放送で記録した視聴率42.2%は、ビデオリサーチ社の調査における、日本のクイズ番組史上歴代最高視聴率である。なお、クイズ番組で関東地区視聴率が40%の大台に乗った番組は、本番組とTBS『クイズダービー』のみである。
1985年、学研から「学研まんがひみつシリーズ」ブランドでコミカライズ版が発売された（2016年現在は絶版）。
視聴率も軒並み高く好評であったが、司会の鈴木が1988年1月末でNHKを定年退職したこともあり、同年4月3日の放送回をもって終了。鈴木はエンディングで「それでは今日の勉強はこれで終わります。また勉強しに来てくださいと申し上げたいのですが、実は皆さんにもお知らせいたしませんでしたが、昭和55年9月6日（パイロット版）に初めて授業をいたしましてから今日まで、足掛け9年にわたってこのゼミナールを開いてまいりましたが、本日をもって最終講義とさせていただきます」と最終回であることを伝え、アシスタントに労いの言葉をかけた後、「それでは皆様、“知るは楽しみなり”でございます。皆様の知的な人生がますます豊かになることをお祈りしまして、これでお別れいたします。ありがとうございました」と締めくくった。

## 出演者

### 主任教授（司会）
- 鈴木健二
解答者の紹介・問題の出題・解答の解説・途中経過・成績発表など、番組全ての司会進行を担当した[注 12]。鈴木は本番組の高視聴率の影響[注 13]もあって、1983年 - 1985年に『NHK紅白歌合戦』の白組司会に起用された。
鈴木は一つのテーマについて本代を7万円かけ、30冊程購入して読んでおり、問題の細かい数値データを含め台本の全てを完璧に覚えていたため、一切何も見ずに司会進行した[注 14]。テーマに関して他の全スタッフの調査量が鈴木1人に及ばなかったという話がある[7]。

### 主な学生（解答者）
下記の出演者は準レギュラーである。3人1組で構成される学生チームで、右の席から順に1番2番3番と呼ばれ、2番と呼ばれる人がリーダーとなり「東千代之介チーム」「柳生博チーム」というようにチーム名にその名前が付けられた（後述）。
| - あいはら友子 - 赤座美代子 - 赤塚不二夫 - 東千代之介 - 東八郎 - 東恵美子 - 有馬稲子 | - 江國滋 - 大山のぶ代 - 岡田嘉子 - 加藤芳郎 - 加茂さくら - 五大路子 - 芹洋子 | - 多々良純 - 津島恵子 - 十勝花子 - 富永一朗 - 根上淳 - 花沢徳衛 - 浜美枝 | - 浜村純 - 林美智子 - 左時枝 - 藤岡琢也 - ペギー葉山 - 三国一朗 - 水沢アキ | - 南風洋子 - 三波伸介 - 三橋達也 - 三宅邦子 - 柳生博 - 和田アキ子 - ほか |

## クイズの体裁

### 紹介クイズ（ウソ・ホントクイズ）
解答者を1人ずつ紹介しながらその人だけに対してウソ・ホントの2択クイズを出題するコーナーである。正解の場合は鈴木が拍手し、不正解の場合はブザーが鳴る。その後で解答に関する補足説明が行われた。

### 教科書クイズ
学校で使われている教科書をもとに作成された問題が、原則4択（初期は3択）で出題されるコーナーである。正解発表時は、単に正解を示すだけではなく丁寧な解説を入れた。初期にはキャプテンがメンバーと相談して代表して解答するスタイルだったが、後に個人で解答する形式に変更された。
次の歴史クイズへ行く前に鈴木と自身を模した人形（作：川本喜八郎）による台詞のない寸劇が行われる。

### 歴史クイズ
歴史の一片を演劇で紹介するコーナーである。当時鈴木が『歴史への招待』を担当しており歴史上に関する知見を蓄えたこともあり、問題作成にも鈴木が中心に関わった。
問題の部分に差し掛かったところで和服（袴着用）姿の鈴木が登場して3択クイズを出題する。選択肢は、演劇に出演した役者が示した。最後には役者が全員ステージに並び、鈴木が「こちらが本日のオールスターキャストでございます」というセリフで締めた。なお、次コーナーへ移行する時に黒衣がセットを押して移動し、その時にお約束として舞台が真ん中から2つに分かれ、ちょうどその真上にいた役者が転んだり股裂きになったりして軽く笑いを取った。
次のゼミナールクイズへ行く前に休憩が入り、BGMとともに出演者が茶屋のセットでお菓子を食べる様子が流される。なお、末期においては歴史クイズは行われなくなった。

### ゼミナールクイズ（特集クイズ）
毎週なんらかのトピックを取りあげ、それに関するクイズを鈴木が出題するコーナーであった。原則4択だが、まれに3択・5択もあった。また、このコーナーでは取りあげたトピックの専門家を招き、特別講義として解説を行った。最後の問題は「ボーナスクイズ」として、選択式ではなく近似値クイズになっている。

## ルール・成績評価
基本的には問題に正解（オープニングクイズも含む）すると個人別に10点が加算されるが、鈴木の裁量で完全な正解でなくても何点かを与えたり、正解者が3人以内だった場合は「ご褒美」として20点（1人の場合）、15点（2人の場合）、12点（3人の場合）を与える。また、1人、もしくは2人を除いて全員正解の場合、その人には慈悲で1点（2点のことも）与えたこともある。得点はボードに掲示し、アシスタントが点数の書かれたマグネットを付ける。
最後の問題のボーナスクイズ（近似値方式）では正解すると1人30点が加算され、的中でなくとも近い答えには鈴木の裁量によって部分点が与えられる。ただし正解の数字と極端に離れていた場合、加点はしない。正解者がいる場合には「正解者あり!」と鈴木から告げられる。
またボーナスクイズで正解の数字と極端に離れすぎていたり、不正行為は減点の対象となる。減点はごく稀だったが、寺内タケシが2度の減点を犯した。
最終的に3人分の総得点がトップだったチームに優勝チーム（ゼミナール賞）、個人最多得点者に優秀賞、2位に敢闘賞が贈られる。
ゼミナール賞の賞品はグラフィックデザイナーの福田繁雄がデザインした。前から見ると「?」、横から見ると逆向きの「¿」の形に見えるゴールデントロフィーであり「どこから見てもクエスチョンマーク」と称した。また、個人賞は前から見ると「?」、横から見ると「△」および「×」のトロフィーであった。ただし、トロフィーは1個ずつしかなかったことから実際には収録後に返還し、別のトロフィーを受け取った。なお番組中、チーム3人の総得点がたったの10点という例が1983年4月24日放送分で発生し、その時には「同情賞」と称してドジョウの置物が与えられた。

## 放送時間
すべて日本時間（JST）
- 毎週木曜日 20:00 - 20:49（1981年4月9日 - 1982年3月25日）
月1回（原則最終週）は『民謡をあなたに』を放送したため休止した[10]。
- 毎週日曜日 19:20 - 20:00（1982年4月18日 - 1988年4月3日）

## 収録スタジオ
東京・渋谷 NHK放送センター東本館1階 101スタジオ

## スタッフ
- 構成：井上頌一、高山ゆう子、阿久澤克之 ほか
- アニメーション：斎藤貞夫
- 出題出演：若駒

## テーマ曲
- 番組テーマ曲は、前田憲男が手掛けたものである。毎日放送『世界まるごとHOWマッチ』、テレビ朝日『ザ・テレビ演芸』、TBS『ギミア・ぶれいく』のテーマ曲とよく似ている。
- 「教科書クイズ」の前のジングルは、『むすんでひらいて』の冒頭4小節を主題としたものだった。
- 最後の表彰の部分は、ヘンデル「ユダス・マカベウス」の「見よ勇者は帰りぬ」の一部をジャズアレンジにしたもので、表彰される人毎に流れた[注 33]。

## パイロット版
番組開始前の1980年9月6日（20:00 - 21:09）と1981年1月3日（19:15 - 20:29）の2回パイロット版が放送された。番組構成は教科書クイズ、歴史クイズ、時事クイズからなり、時事クイズは初回が「石油クイズ」、2回目が「クイズ食糧」であった。また、解答者は初回が「人気番組レギュラー対抗」、2回目は「人気女優チーム対抗」でグループを組んだ。

## クイズ面白ゼミナールR・新クイズ面白ゼミナール
放送終了から25年後の2013年、NHK BSプレミアムの夏の特別番組として、『クイズ面白ゼミナールR』（クイズおもしろゼミナールリターンズ）のタイトルで放送された。番組フォーマット・テーマ曲・ジングルはレギュラー放送時のものを踏襲した。当時の司会であった鈴木は84歳と高齢なこともあって「名誉教授」として、進行役としてNHKアナウンサーの徳永圭一が「見習い教授」として出演した。学生（解答者）はNHKのBS1・BSプレミアムの番組出演者で、7月放送ではかつてレギュラー放送時に学生としての出演者が「面白ゼミナールチーム」として、8月放送ではレギュラー放送時にはまだ生まれていないAKB48グループメンバーが「AKB48チームBS」として出演した。また、2014年1月1日にも放送された後、2014年3月29日放送分から『新クイズ面白ゼミナール』に改題した上で不定期放送される。
各回の「ゼミナールクイズ」のテーマは以下の通り。「新」第4回以降はゼミナールクイズはなし。
クイズ面白ゼミナールR
| 回    | 初回放送日時                | テーマ                |
| ----- | --------------------------- | --------------------- |
| 第1回 | 2013年7月20日 20:00 - 21:00 | 日本人とスマホ        |
| 第2回 | 2013年8月17日 20:00 - 21:00 | 日本人と氷            |
| 第3回 | 2014年1月1日 20:00 - 21:00  | 正月SP 日本人とお年玉 |

新クイズ面白ゼミナール
| 回     | 初回放送日時                 | テーマ           |
| ------ | ---------------------------- | ---------------- |
| 第1回  | 2014年3月29日 20:00 - 21:00  | 日本人と引っ越し |
| 第2回  | 2014年5月29日 20:00 - 21:00  | 日本人と天気予報 |
| 第3回  | 2014年8月15日 21:00 - 22:00  | 日本人とロボット |
| 第4回  | 2014年10月9日 20:00 - 21:00  |                  |
| 第5回  | 2015年1月1日 18:00 - 19:00   | 元日スペシャル   |
| 第6回  | 2015年3月26日 19:00 - 20:00  |                  |
| 第7回  | 2015年7月23日 20:00 - 21:00  |                  |
| 第8回  | 2015年9月24日 20:00 - 21:00  |                  |
| 第9回  | 2015年12月25日 20:00 - 21:00 |                  |
| 第10回 | 2016年3月28日 19:00 - 20:00  |                  |

『クイズ面白ゼミナールR』では以下の点についてレギュラー放送と異なっている。
- 前述の通り、徳永が教授役として番組進行を担当しており、鈴木は名誉教授席に座り、徳永や学生への助言や補足説明を行う。
- 最初の紹介クイズの際、正解時は正解のチャイムが鳴る。
- 4択のプラカードは「クイズ」「面白」「ゼミナール」「R」に分けられ、Rのみ背景色が黄色になった。8月の放送では、レギュラー放送にはなかった出題時にプラカードを回す際の効果音が流れた。
- 点数は字幕スーパー表示となる。
- 個人賞がなくなり、トロフィーは優勝チーム全員に渡された。デザインはレギュラー放送時の優勝トロフィーと同じでサイズはレギュラー放送時の個人賞と同じである。レギュラー放送時と異なり実際に持ち帰ることができる。
- 2013年8月と2014年1月の放送では、番組史上初めてVTRを用いたクイズが出題された。
- 2014年1月の放送では、1チームの人数が2人になった。
- 2014年1月の放送ではオープニングのウソ・ホントクイズを全員で答えるようになり、それとは別に2択のクイズが登場した。
- ゼミナールクイズでは、レギュラー放送のような特別講義は行わない[注 36]。

また、『新クイズ面白ゼミナール』では以下の点がレギュラー放送や「R」と異なる。
- 『R』では見習い教授だった徳永がレギュラー放送での鈴木と同じ主任教授に昇格、オープニングの「“知るは楽しみなり”と申しまして…」のあいさつも継承した。また鈴木のスタジオ出演がなくなり[注 38]、徳永が単独で番組を進行する。
- 4択のプラカードは「新」「クイズ」「面白」「ゼミナール」に分けられ、「新」の背景色が黄色になった。
- 歴史クイズ内の再現ドラマはカンカラが担当し、毎回ゲストアクター（上島竜兵、小松政夫、加藤茶、渡辺正行など）が登場するようになったほか、一部の役者がセリフを話すようになる。第7回からはアシスタントの一人である小西ゆりなも再現ドラマに参加する[注 39]。また、徳永の衣装が歴史クイズのみ和装に変わることがなくなった。
- 第2回から紹介クイズが「ベスト3クイズ」に変わった。あるテーマのベスト3を解答する。アシスタントが4つの選択肢のプラカードを持っており、1つはダミーである。解答者はプラカードを1つ選択して順位の解答台にさし込む。解答は順位通りでなくても良い[注 40]。正解でチャイムが鳴って勝ち抜けとなり、次の解答者が別の順位を解答、不正解でブザーが鳴って列の後ろに並び直し、次の解答者が解答する。制限時間は1分、ベスト3がすべて出揃うまでのタイムを競い、タイムが短い順に40点・30点・20点・10点が加算される。ただし、1分を超えると失格となる。
- ゼミナールクイズにはVTRが本格的に導入され、主任教授の徳永が直接取材に出向く。
- 第4回からはゼミナールクイズがなくなり、徳永のVTR問題も教科書クイズの扱いになった。また紹介時のクイズがなくなり、ベスト3クイズは教科書クイズと歴史クイズの間になった。

## 関連商品

### 書籍
- NHK クイズ面白ゼミナール（鈴木健二、番組制作グループ 編 / 日本放送出版協会）
  - 1 1983年6月 / ISBN 4-14-016036-5
  - 2 1983年9月 / ISBN 4-14-016037-3
  - 3 1984年6月 / ISBN 4-14-016041-1
  - 4 1985年7月 / ISBN 4-14-016047-0
- KODANSHA情報パック NHK クイズ面白ゼミナール（講談社）
  - 1 1983年 / ISBN 4-06-144879-X
  - 2 1983年 / ISBN 4-06-144891-9
  - 3 1983年 / ISBN 4-06-144892-7
  - 4 1984年7月16日 / ISBN 4-06-144894-3
  - 5 1984年 / ISBN 4-06-144896-X
- 学研まんが ひみつシリーズ（学習研究社）
  - 56 NHK クイズ面白ゼミナール 教科書クイズ（漫画：木村一郎） 1984年4月 / ISBN 4-05-100559-3
  - 60 NHK クイズ面白ゼミナール うそほんと（漫画：内山安二） 1984年4月 / ISBN 4-05-100614-X
  - 62 続 NHK クイズ面白ゼミナール 教科書クイズ（漫画：木村一郎） 1985年6月 / ISBN 4-05-101209-3
  - 63 続 NHK クイズ面白ゼミナール うそほんと（漫画：内山安二） 1986年2月 / ISBN 4-05-101210-7

### ゲーム
- クイズ面白ゼミナール（バンダイ、1983年）
小型の液晶ゲーム機とカートリッジ、問題集がセットになっている。カートリッジをゲーム機本体に差し込んで付属の問題集に書かれた問題を読み、答えをゲーム機に入力して正誤を判断する。10問連続正解すると、本放送と同様に「？」の形をしたトロフィーを掲げた鈴木そっくりの姿が表示される。カートリッジと問題集は歴史編・理科編・算数編の3種類が用意された。
- NHK紅白クイズ合戦（任天堂、2009年12月17日、Wii専用ソフト）
番組を完全に再現し、声も鈴木本人が担当する。番組では3人でのチーム戦だが、このゲームでは個人戦となる。ルールも番組とは違い、ゼミナールクイズでは一般的な早押しクイズとなる。